# هاپیت‌لی (اسماعیل‌لی)
هاپیت‌لی (به لاتین: Hapıtlı) یک منطقه مسکونی در جمهوری آذربایجان است که در شهرستان اسماعیللی واقع شده است. هاپیت‌لی ۱۸۳ نفر جمعیت دارد.